# 羅當舊鎮
39°39′N 7°40′W / 39.650°N 7.667°W
羅當舊鎮（葡萄牙語：Vila Velha de Ródão），是葡萄牙的城鎮，位於該國中部，由布朗庫堡區負責管轄，始建於1296年，面積329.91平方公里，2011年人口3,521，人口密度每平方公里10.67人。